# 第二次世界大战年表 (1941年)
这是一个关于第二次世界大战期间1941年的大事年表，这一年的标志性事件为东线的巴巴罗萨行动。

## 一月
1日
- 对前一晚伦敦爆炸案的调查显示，奧卑利、市政厅和克里斯托弗·雷恩设计的八座教堂被摧毁或严重损坏。

- 英国皇家空军轰炸德国不来梅的飞机工厂。

2日
德国轰炸机连续二天晚上轰炸爱尔兰岛（也许是偏航所致）。
2~4日
- 巴迪亚被英国轰炸机和近岸海军舰轰炸。

3日
- 英国皇家空军轰炸机袭击德国的不来梅和基尔运河。基尔运河大桥遭受芬兰轮船Yrsa直接撞击并倒塌。 [1]

5日
- 罗盘行动：第十三军（重新指定的西部沙漠部队）的澳大利亚军队夺取了意大利控制的利比亚东北海港巴迪亚，并俘虏了 45,000 名意大利战俘。

瓦隆区法西斯党领袖莱昂·德格雷尔在德国占领的列日市发表演讲，宣布雷克斯党支持德国纳粹主义。
6日
- 希腊部队向克利苏拉山口前进。

7日
- 英国和英联邦在北非的攻势逼近托布鲁克；机场被攻占。

10日
- 美国国会进行租借法案提案。
- 德苏边境贸易协定签署
- 德国光荣号航空母舰驶向马耳他。标志着德国空军拥有地中海上空的控制权。
- 在阿尔巴尼亚的希腊军队占领了具有重要战略意义的 Klissoura 关口。

11日
- 在伦敦，一枚德国炸弹落在英格兰银行外，炸毁了下方的地铁站并留下了一个 120 英尺的弹坑，造成 57 人死亡、69 人受伤。

12日
- 罗盘行动：第十三军的英国和澳大利亚军队准备进攻意大利控制的托布鲁克。

13日
- 德国空军发动对英格兰城市普利茅斯的夜袭。

14日
- Victor de Laveleye在BBC比利时广播电台比利时广播中首次使用V字手势表示胜利。 [2]

15日
- 中国国民党和中国共产党之间的竞争更加明显；许多后者被迫放弃武器，当然是不情愿的。

16日
- 英国军队发动东非战役，首先从肯尼亚开始，进行了对意大利控制下的埃塞俄比亚的第一次反攻。

17日
- 17日：维希法国海军在象岛海战中获得获得决定性胜利，第二次泰法战争告终。
- 莫洛托夫在莫斯科会见了德国大使舒伦堡。 苏联人对要加入轴心国的提议（1940 年 11 月 26 日）没有收到德国的任何答复而感到惊讶。 舒伦堡回答说，他们必须首先与意大利和日本进行讨论。

18日
- 轴心国对马耳他的空袭越来越集中且密集。

19日
- 英国继续在东非发动反攻，第 4 和第 5 印度师从苏丹进攻意大利控制的厄立特里亚。
- 希特勒和墨索里尼在贝希特斯加登会面； 希特勒同意向北非提供援助。

21日
- 罗盘行动：英国和澳大利亚第十三军的军队完全占领了意大利控制的托布鲁克。
- 有报道称罗马尼亚法西斯分子铁卫团正在布加勒斯特处决犹太人。

23日
- 光辉号航空母舰严重受损，离开马耳他前往亚历山大港修理。
- 查尔斯·林德伯格在美国国会发言并建议美国与希特勒谈判签署中立协议

24日
- 驻肯尼亚英军继续进行东非反攻，进攻意属索马里。

29日
- 希腊独裁者扬尼斯·梅塔克萨斯 (Ioannis Metaxas) 逝世。

30日
- 英军在北非攻下托布鲁克以西 100 英里的德尔纳。

31日
- 印度第 4 师从侧翼夺取阿戈尔达、厄立特里亚、意属东非。 俘虏了1,000 名意大利军士兵和缴获 43 门野战炮。 [1]

## 二月
1日
- 海军上将哈斯本·金梅尔被任命为美国太平洋海军司令。

3日
- 隆美尔被任命为“德国在非洲军队”的负责人。这个单位后来被正式指定为“非洲军团”。
- 德国强行恢复皮埃尔·拉瓦尔在维希的办公室。

7日
- 罗盘行动：经过几天的拼死战斗，在贝达福姆战役中，一支名为康贝部队的第十三军飞行纵队切断了撤退的意大利第10集团军。意大利人无法突破小规模的封锁力量，英国人接受了班加西及其南部大约 130,000 名意大利人的投降。

8日
- 美国众议院通过租借法案。

9日
- 墨索里尼得知德国增援部队正在前往北非的途中。
- 英国军队到达昔兰尼加的El Agheila 。
- 英国战列舰炮击热那亚，英国飞机攻击里窝那。

11日
- 非洲军团的成员开始抵达的黎波里，的黎波里塔尼亚。
- 英国军队进入意大利索马里兰。

14日
- 隆美尔抵达的黎波里。
- 非洲军团开始向东移动到 El Agheila 的英军先遣阵地。此时北非的英军因已经被调遣部分部队到希腊而削弱了。

15日
- 纳粹开始将奥地利的犹太人驱逐到波兰的犹太聚集区。

19日
- “斯旺西闪电战（Three Nights' Blitz）”开始。南威尔士的斯旺西受到轰炸，在这三个晚上的密集轰炸中，市中心几乎被完全摧毁。

20日
- 在利比亚西部的 El Agheila，德国和英国军队进行了在北非首次对峙。

21日
- 德军穿过保加利亚向希腊前线前进。

24日
- 德国在大西洋的狼群战术越来越成功。
- 海军上将弗朗索瓦·达尔朗被任命为法国维希政府首脑。

25日
- 25：英国潜艇HMS 在北非战役的海战中击沉了意大利巡洋舰阿曼多·迪亚兹（Armando Diaz）。
- 意属索马里的首都摩加迪沙在东非战役中被英国军队占领。

28日
- 英国皇家空军飞机轰炸厄立特里亚的阿斯马拉。

## 三月
1日

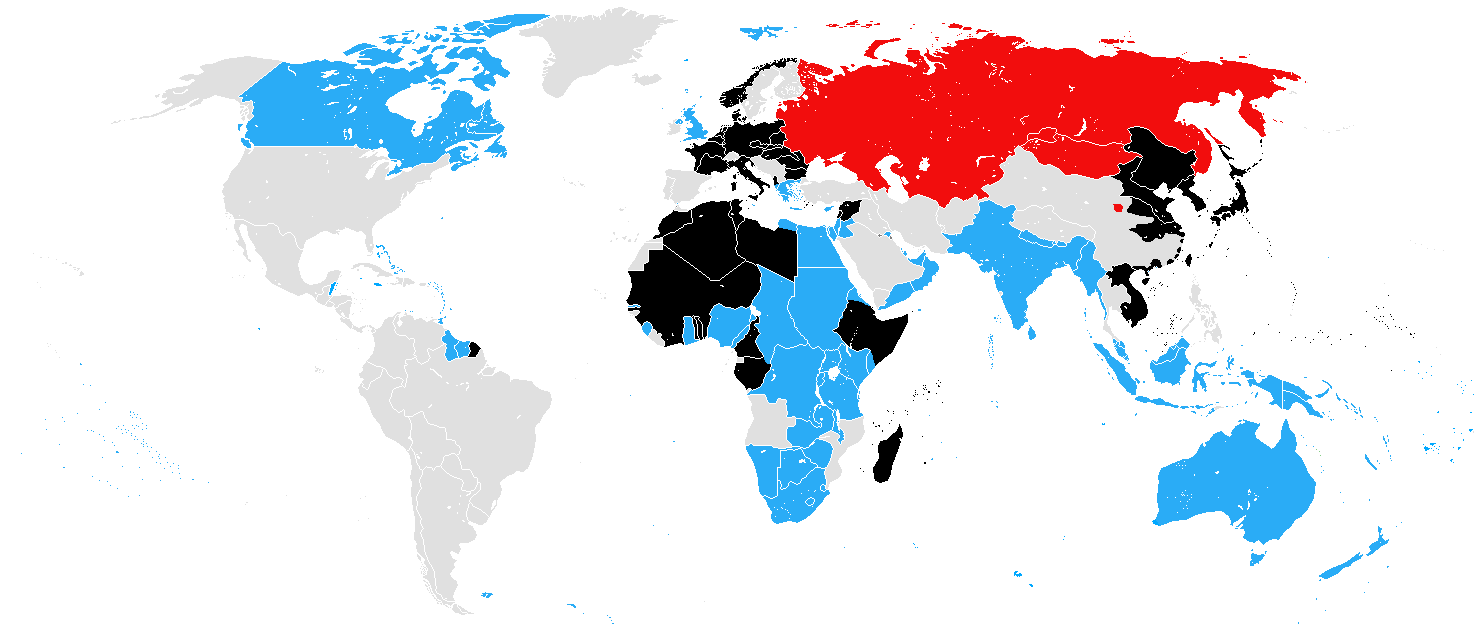
1941 年 3 月同盟国和轴心国的情形

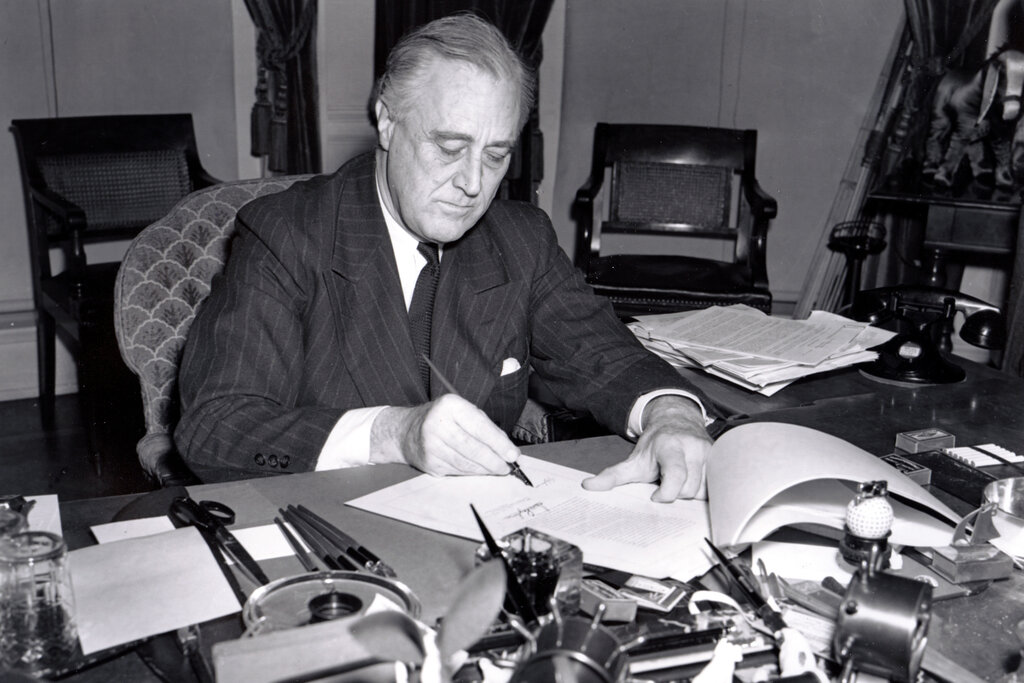
美国总统富兰克林·D·罗斯福签署了租借法案，向英国和中国提供援助（1941 年）。

- 希特勒下令扩建奥斯威辛集中营，由指挥官魯道夫·霍斯管理。
- 保加利亚正式签署三方协议。

4日
- 英国突击队袭击了挪威纳尔维克的石油设施。
- 英国在利比亚的军事力量正在削弱，因为一些人被派去协助希腊人与德国军队进行新的战斗
- 南斯拉夫的摄政王保罗同意加入轴心国协定。

7日
- 7：第一批英国军队在希腊比雷埃夫斯登陆。

8日
- 在的伦敦轰炸中白金汉宫被击中。

9日
- 在阿尔巴尼亚前线，意大利春季攻势开始。

10日
- 英国和意大利军队在厄立特里亚发生短暂冲突。
- 朴茨茅斯在德国空军又一夜的猛烈轰炸后遭受了重大伤亡。

11日
- 美国总统富兰克林·德拉诺·罗斯福签署《租借法案》 （现已获得国会全体通过），允许英国、中国和其他盟国购买军事装备并将付款推迟到战后。

12日
- 德国装甲部队抵达北非，为德国的第一次重大攻势提供重型装甲。

13日
- 德国空军对在格拉斯哥和克莱德河沿岸的航运业发动了大规模的空袭。

19日
- 发生了这一年中迄今为止最严重的伦敦轰炸，燃烧弹造成了严重破坏；普利茅斯和布里斯托尔再次遭到轰炸。

20日
- 意大利的春季攻势在遭受了损失惨重且几乎没有进展后被取消。

21日
- 南斯拉夫内阁辞职以抗议保罗亲王与纳粹的协议。街头发生了示威，表达了人们对德国的深深厌恶。

24日
- 隆美尔在他的第一次进攻中攻占了利比亚的El Agheila。英军撤退并在三周内被赶回了埃及。

27日
- 在军队政变并推翻了亲德的摄政王政府后，彼得王储成为南斯拉夫的彼得二世并掌权南斯拉夫。
- 日本间谍吉川武夫抵达夏威夷檀香山，开始研究珍珠港的美国舰队。
- 希特勒命令他的军事领导人计划入侵南斯拉夫。这一决定的后果之一将导致入侵苏联的关键时间延迟。
- 从苏丹挺进的英军在厄立特里亚赢得克伦之战。
- 马塔潘角海战：英国海军在希腊南部海域与意大利舰队相遇。战斗一直持续到29日。

31日
- 非洲军团继续进行北非的攻势；位于El Agheila以北的布雷加被德军占领。

## 四月
1日

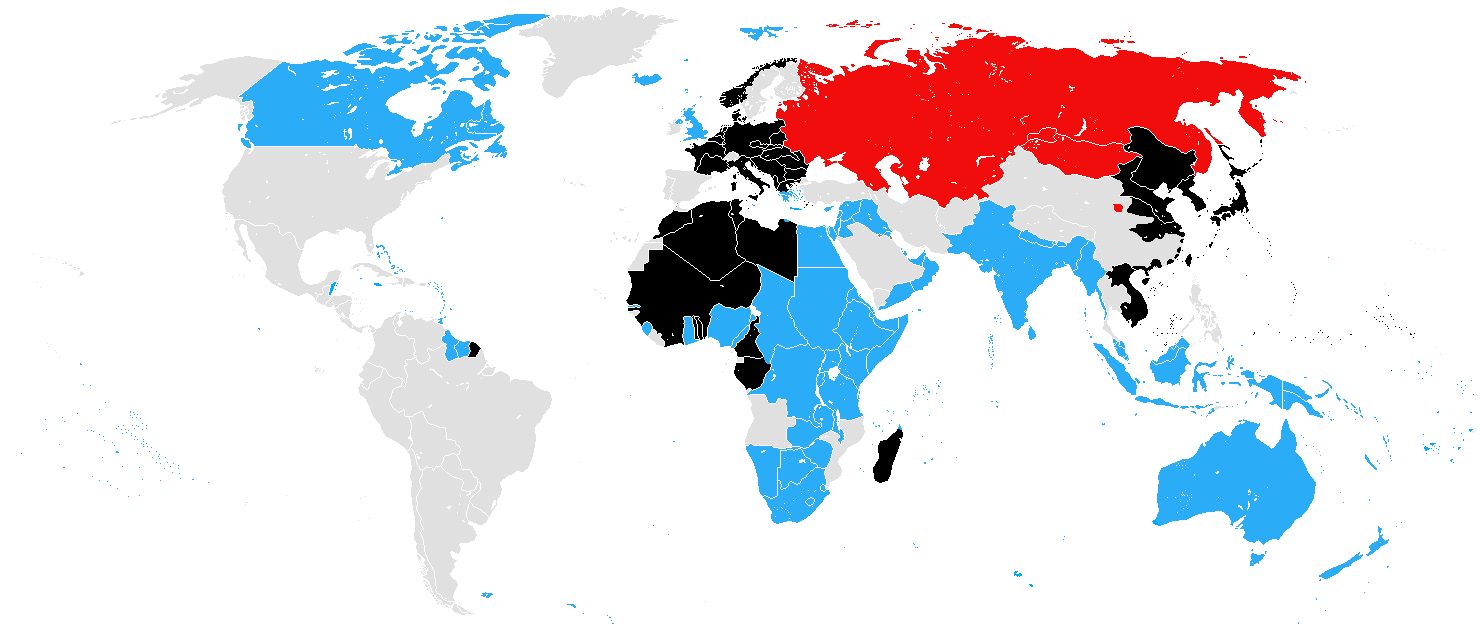
1941 年 4 月同盟国和轴心国的情形

- 英国在利比亚埃尔阿盖拉失利之后选择撤退。隆美尔决定继续进攻。
- 本月，对英国城市的猛烈轰炸仍在继续，船队损失惨重。
- 在伊拉克，亲德的拉希德·阿里和“黄金广场”的其他成员发动军事政变，推翻亲英的摄政王阿卜杜勒-伊拉的政权。拉希德·阿里自立为“国防政府”的首脑。

2日
- 在占领阿格达比亚后，隆美尔决定占领整个利比亚，并将他的军队向班加西移动。

3日
- 伊拉克成立了一个支持轴心国的政府。
- 英国布里斯托尔再次遭受重创。
- 英军从意大利军队手中夺取厄立特里亚首都阿斯马拉。
- 隆美尔攻下利比亚班加西。

4日
- 隆美尔现在位于 El Agheila 以东约 200 英里处，准备前往进攻托布鲁克和埃及。
- 大西洋航队在狼群战术攻势中遭受了近 50%的损失。

6日
- 德国、匈牙利和意大利的军队通过罗马尼亚和匈牙利，开始入侵南斯拉夫和希腊。
- 意大利军队被赶出埃塞俄比亚的亚的斯亚贝巴。
- 隆美尔军队的北翼占领了利比亚海岸的德尔纳。南翼向Mechili移动，并在 8 日占据它。

7日
- 德国空军开始对南斯拉夫的贝尔格莱德进行为期两天的攻击；希特勒对南斯拉夫的抵抗行为感到愤怒。

8日
- 德国占领希腊的萨洛尼卡

9日
- 巴勒斯坦领导人阿明·侯赛尼在巴格达的广播讲话中发布了一项教令，呼吁穆斯林对英国进行圣战。 [3]

10日
- 格陵兰被美国占领。在“自由丹麦”获批后，美国将建立海空军基地以对抗德国的U艇战争。
- 南斯拉夫王国被德国和意大利瓜分。克罗地亚独立国(Nezavisna Država Hrvatska, NDH) 则由安特·帕维利奇 (Ante Pavelić)的乌斯塔沙 (Ustaša) 掌权。
- 德军包围利比亚托布鲁克港，开始围城；隆美尔的一些军队向东移动，占领了与埃及接壤的卡普佐堡和索伦堡。
- 驱逐舰 USS Niblack 号击退了一艘刚刚击沉荷兰货轮的德国 U 型潜艇。 Niblack号在发现 U 艇时正在接收货轮的幸存者。之后尼布莱克用深水炸弹攻击并驱逐了U艇。

11日
- 美国此时虽然仍然是一个“中立”国家，但已经开始在北大西洋进行海上巡逻。
- 德国空军对英国考文垂和伯明翰的大规模轰炸袭击。

12日
- 南斯拉夫贝尔格莱德投降。
- 德国人在维维战役中击败了英联邦军队。

13日
- 马耳他再次被轰炸；它仍然被德国视为在地中海的眼中钉。
- 日本和苏联签署了中立条约。
- 在伊拉克，一小批英国援军被空运到英国皇家空军沙伊巴基地。

14日
- 隆美尔攻击托布鲁克，但被迫折返。其他攻击在16日和30日同样遭受失败。
- 德国党卫队第1师装甲师发动了克莱苏拉山口战役，占领了具有战略意义的克雷绍拉山口，开始切断希腊军队在阿尔巴尼亚的后撤路线。

15日
- 英国驱逐舰拦截了一支非洲军团运输船队并击沉了所有五艘运输船和三艘护航的意大利驱逐舰。

16日
- 德国空军对北爱尔兰贝尔法斯特发动了一次猛烈袭击。
- 德国人继续向南入侵南斯拉夫；他们切断了在阿尔巴尼亚的希腊军队，该军队在 1 月份对意大利军队的战斗中取得了巨大的成功。

17日
- 南斯拉夫投降。流亡政府在伦敦成立。彼得王逃往希腊。

18日
- 希腊总理亚历山德罗斯·科里齐斯自杀；英军计划从希腊进行大规模撤离。
- 根据英伊条约，来自印度的英军开始在伊拉克的巴士拉登陆。

19日
- 伦敦遭受了战争中最严重的空袭之一；圣保罗教堂受到轻微损坏后关闭；其他克里斯托弗·雷恩设计的教堂也遭到了严重破坏或被摧毁。

21日
- 21 日：由于德军的进攻中断了撤退路线，阿尔巴尼亚中希腊军队的 223,000 名希腊士兵选择了投降。

22日
- 英国军队和平民开始撤离希腊。

23日
- 希腊政府撤离到克里特岛，丘吉尔决心保卫克里特岛。

24日
- 英国和澳大利亚军队从希腊撤离到克里特岛和埃及。
- 普利茅斯遭受了德国空军第三晚的猛烈轰炸。

25日
- 隆美尔在靠近埃及边境的哈法亚山口取得重要胜利。
- 在澳大利亚将军乔治·瓦西 (George Vasey)坚定地声称不会被打败之后，轴心国军队在温泉关击败了英联邦军队。

26日
- 隆美尔进攻并越过加扎拉防线进入埃及；然而，托布鲁克没有被德军攻占。

27日
- 雅典被德国军队占领。希腊投降。
- 飓风战斗机作交付，它将作为支援被围困的马耳他的重要增援部队。

31日
- 隆美尔在又一次失败后被命令停止对托布鲁克的攻击。
- 在伊拉克，伊拉克武装部队占领了皇家空军哈巴尼亚空军基地以南的高原，并通知基地指挥官所有飞行应立即停止。

## 五月
1日

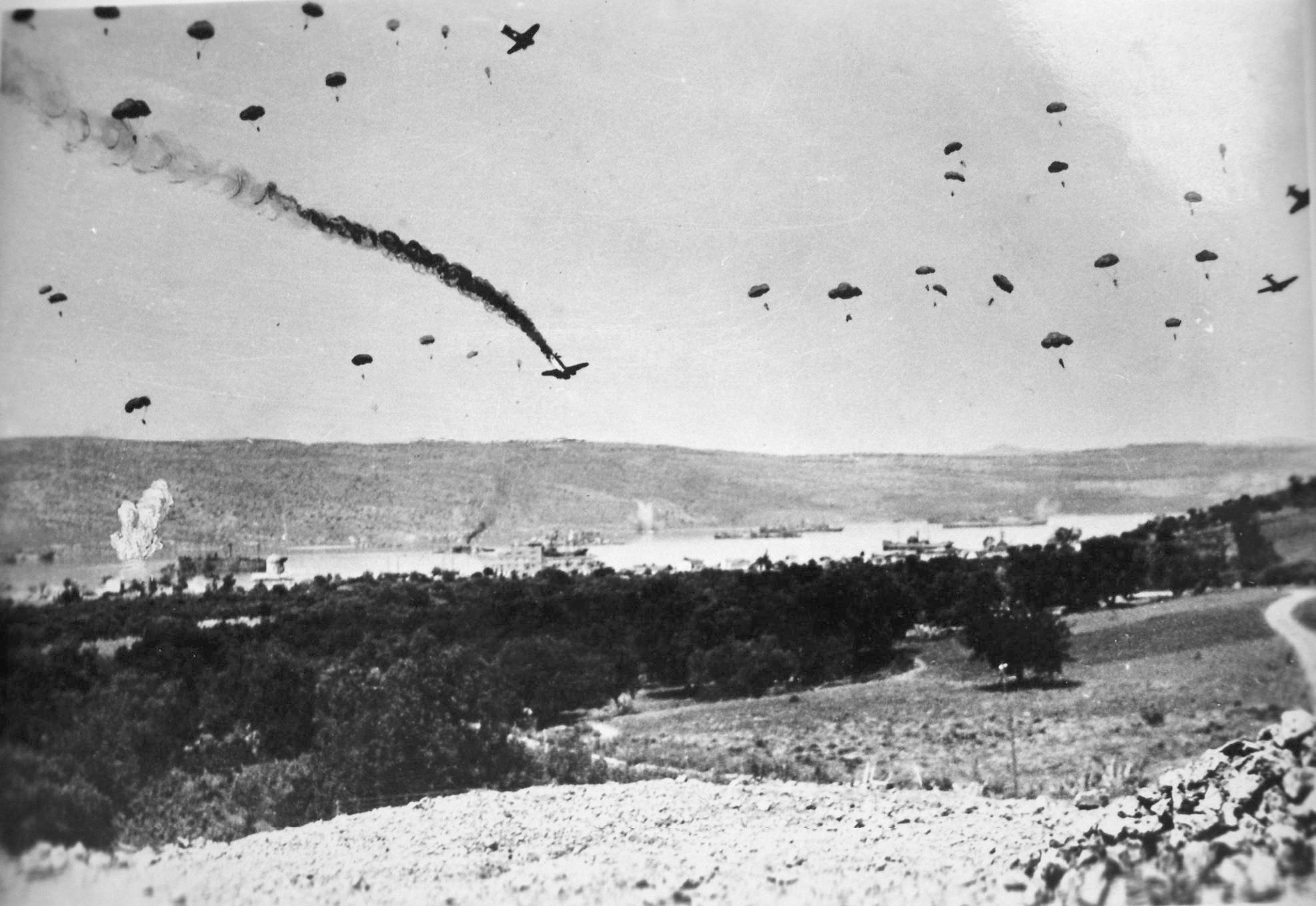
德国伞兵在克里特岛登陆

- 德国空军对利物浦的七夜轰炸开始，并造成了严重的破坏。

2日
- 英国皇家空军哈巴尼亚空军先发制人，对围攻他们的伊拉克军队进行了空袭，英伊战争开始。

3日
- 英国军队在埃塞俄比亚开始围困安巴阿拉吉，在那里，意大利军队在奥斯塔公爵(Duke of Aosta)的领导下建立了防御阵地。

4日
- 北爱尔兰的贝尔法斯特经历了德国空军的又一次猛烈轰炸。

5日
- 在被迫逃离五年后，海尔·塞拉西皇帝以凯旋者的身份地进入了首都亚的斯亚贝巴。

6日
- 随着伊拉克空军大部分被摧毁且自身面临被定期轰炸的困局，围攻哈巴尼亚皇家空军基地的伊拉克地面部队选择撤退。
- 德国空军安排向伊拉克派遣一支小部队。

7日
- 在哈巴尼亚和费卢杰之间，两支伊拉克纵队在空旷的地方被大约四十架英国飞机袭击；伊拉克部队伤亡惨重。

8日
- 大西洋上的护航仍在继续遭受重大损失；然而，随着一艘 U 型潜艇 ( U-110 ) 被英国海军俘获，另外德军使用的恩尼格玛密码机被破译。这将有助于扭转大西洋之战的命运。
- 德国空军轰炸诺丁汉。

9日
- 由日本斡旋在东京签署的和平条约结束了法泰战争。

10日
- 鲁道夫·赫斯驾驶飞机前往英国，在苏格兰跳伞后被捕；他自封的使命是与英国和解。
- 英国下议院在一次空袭中被德国空军摧毁。其他空袭目标包括赫尔、利物浦、贝尔法斯特和苏格兰克莱德河的造船工业，随着德国将注意力转移到苏联和东方，伦敦大轰炸即将结束。

12日
- 英国皇家空军轰炸了几个德国城市，包括汉堡、埃姆登和柏林。
- 苏联承认拉希德·阿里在伊拉克的“国防政府”。

13日
- 南斯拉夫陆军上校德拉扎·米哈伊洛维奇组建“南斯拉夫祖国军”，主要由塞尔维亚人组成，但也包括斯洛文尼亚人、波斯尼亚人和克罗地亚人。 从波斯尼亚长途跋涉到塞尔维亚中部的拉夫纳戈拉，发布起义号召，承诺反抗占领者，恢复南斯拉夫君王国。在这一点上，约瑟普·布罗兹·铁托和南斯拉夫游击队与苏联进行结盟，而此时苏联对德国仍然示好。
- 德国的“伊拉克飞行部队”（ Fliegerführer Irak ）大部分抵达摩苏尔，支持拉希德·阿里的伊拉克政府。

14日
- 英国皇家空军获得授权，允许在叙利亚和维希法国的机场对德国飞机采取行动。

16日
- 隆美尔在海尔法亚关口挫败英军的“简短行动”。

17日
- 哈巴尼亚地区的英军向伊拉克控制的费卢杰推进，并在战斗5天后将伊拉克军队赶了出去。

18日
意大利东非总督奥斯塔公爵在安巴阿拉吉投降。
20日
- 德国伞兵登陆克里特岛；克里特岛之战持续了 7 天。

21日
- 21：美国商船“SS”号Robin Moor商船被德国潜艇U-69击沉 。这一事件震惊了美国全国，罗斯福总统之后宣布美国进入“无限期紧急状态”。
- 意大利在埃塞俄比亚的总督投降。残余的意大利军队继续抵抗。

22日
- 伊拉克军队在费卢杰反击英国军队失败

23日

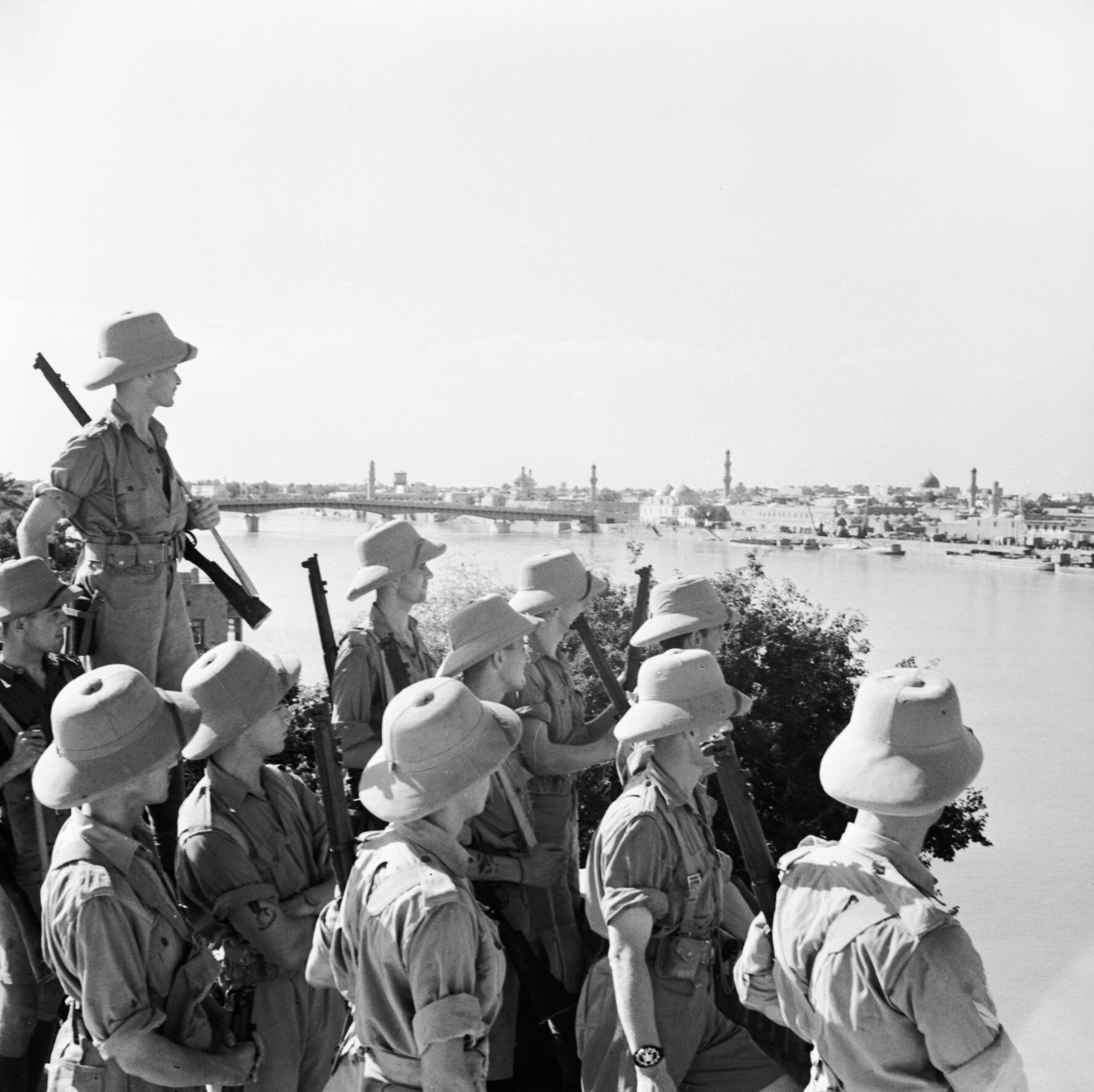
1941 年 6 月，英军在伊拉克巴格达进行勘察

- 德国独裁者阿道夫·希特勒发布“第 30 号元首指令”，支持“中东阿拉伯自由运动。

24日
- 英国战列巡洋舰HMS 胡德号在北大西洋被德国战舰俾斯麦号齐射后击沉。
- 希腊政府离开克里特岛前往开罗。

26日
- 在北大西洋，皇家方舟号航空母舰上的剑鱼式鱼雷轰炸机发动鱼雷攻击，俾斯麦号战列舰受到致命伤害。

27日
- 德国俾斯麦号战列舰在转向系统损坏并采取规避战术后，任被皇家海军击沉在北大西洋。
- 来自哈巴尼亚地区的英军开始向巴格达推进，并在四天内从西部和北部推进到这座城市。
- 12架意大利飞机抵达摩苏尔与伊拉克飞行员会合。

28日
- 英国和英联邦军队开始撤离克里特岛。
- “简短行动”失败

29日
- 德国军事特派团成员撤离伊拉克。

30日
- 当英国军队接近巴格达时，支持轴心国的伊拉克领导人拉希德·阿里·盖伊拉尼及其支持者，包括 阿明·侯赛尼 逃离伊拉克[4]

31日
- 德国空军轰炸中立国爱尔兰首都；致使大量平民伤亡。
- 巴格达市长向英军投降，结束了英伊战争。

## 六月
1日
- 英联邦军队从克里特岛撤军完毕。
- 英国开始实行服装定量配给。

2日
- 塔斯基吉空军开始组建第 99 战斗机中队。

4日
- 德皇威廉二世在流亡荷兰时去世。

6日
- 更多英国战机交付给马耳他军队；德国空军的袭击仍在继续。

8日
- 澳大利亚、英国、自由法国和印度军队入侵维希法国控制的叙利亚和黎巴嫩。

9日
- 芬兰开始进行动员，准备抵御苏联可能发动的袭击。
- 英国人和澳大利亚人渡过利塔尼河，击退了维希法国军队。在这场战斗中，澳大利亚部队的军官摩舍达彦失明。 [5]

10日
- 意大利在东非控制的最后一个港口阿萨布陷落。

13日
- 澳大利亚军队通过维希法国的防线并向贝鲁特前进，赢得了杰津战役。
- 苏联开始将立陶宛人驱逐到西伯利亚。驱逐持续了五天，共有 35,000 名立陶宛人（其中 7000 名犹太人）被驱逐。 [6]

14日
- 德国和意大利在美国的所有资产都被冻结。
- 10100名爱沙尼亚人，15000名拉脱维亚人，34000名（或35,000名）[6]立陶宛人被苏联流放到西伯利亚。

15日
- 英国发动战斧行动试图解除对托布鲁克的围攻，但未能成功。英国军队在被称为“地狱火通道”的哈法亚山口遭受惨败。

16日
- 德国和意大利所有驻美国领事馆被勒令关闭，其工作人员在 7 月 10 日之前离开美国。

- 根据美国战争部的指示，从今天起，迄今为止被称为美国陆军航空队的大部分人员将被纳入美国陆军航空队，亨利·H·阿诺德将军担任第一任指挥官。作为改组的一部分，空军总司令部更名为空军作战司令部；新的陆军航空兵组织由空军作战司令部（其作战分队）组成，现有的后勤和训练分队保留了旧的“美国陆军航空队”名称。 [7]

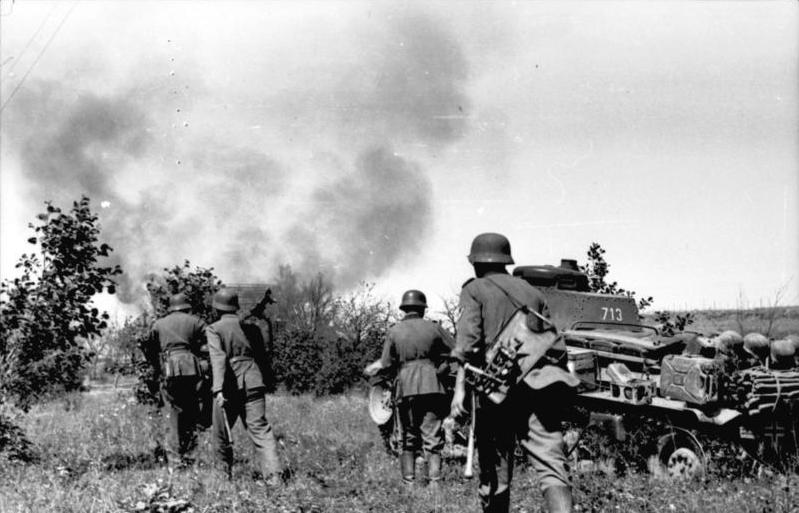
巴巴罗萨行动于 1941 年 6 月 22 日开始，标志着苏联加入战争

- 德国撕毁苏德互不侵犯条约，发动巴巴罗萨行动入侵苏联，这是一项针对列宁格勒、莫斯科和高加索南部油田的三管齐下的行动。罗马尼亚加入德国一边，协助德军入侵苏联西南边境地区。
- 克劳德·奥金莱克取代韦维尔成为英国在中东地区总司令的总司令。
- 在立陶宛发生六月反苏起义。

23日
- 深夜，希特勒抵达他位于东普鲁士拉斯腾堡代号为“狼穴”（Wolfsschanze）的总部。从这天一直到 1944 年 11 月 20 日，希特勒将在狼穴度过 800 天。
- 德国军队在阿布林加屠杀了 42 人。

24日
- 德军进入维尔纽斯。立陶宛民兵在街上疯狂射击，杀死了数十名犹太人。德国人绑架了 60 名犹太人“人质”和 30 名波兰人。最终只存活了 6 人。 [6]

25日
- 苏联轰炸赫尔辛基。芬兰宣布芬兰和苏联进入战争状态。

26日
- 匈牙利和斯洛伐克向苏联宣战。

27日
- 苏联正式开始对立陶宛的占领。

28日
- 意大利占领的阿尔巴尼亚向苏联宣战。
- 德军在明斯克和比亚韦斯托克附近包围了 300,000 名红军。

29日
- 芬兰和德国军队开始对抗苏联的北极狐行动。
- 纽伦堡法案被强加于立陶宛和维尔纽斯的犹太人。 [6]

## 七月

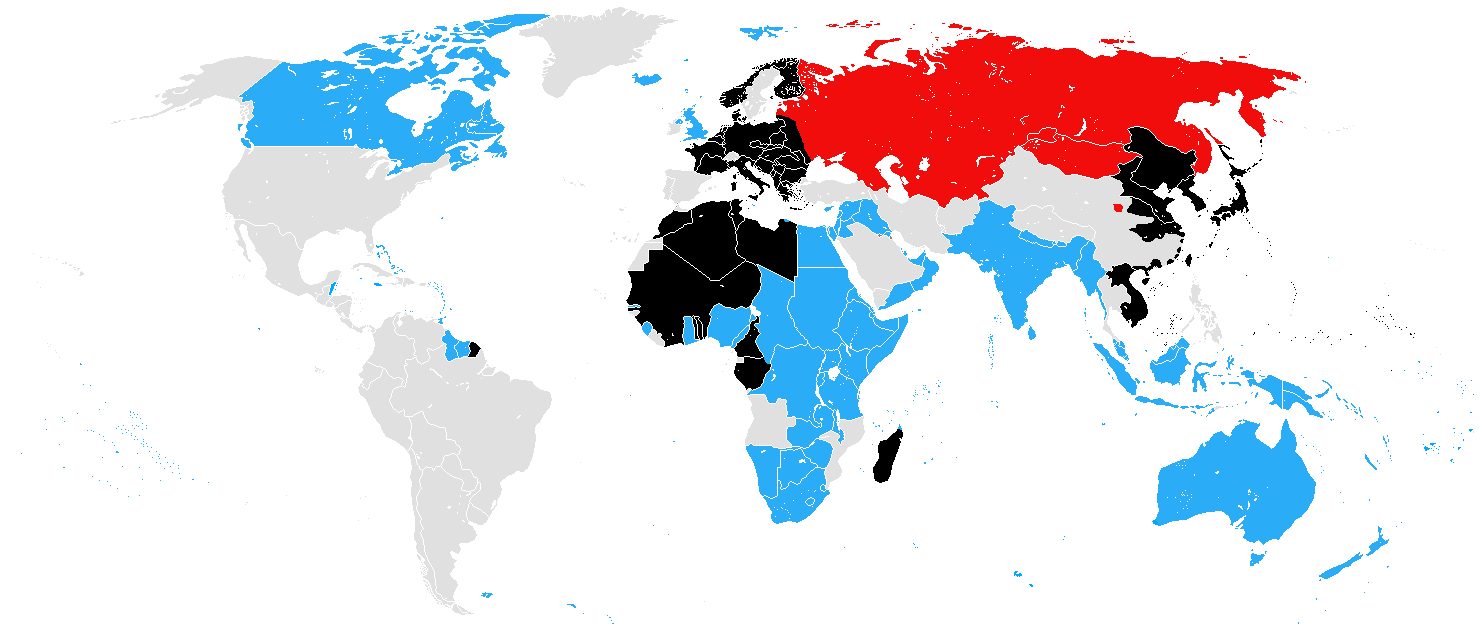
1941 年 7 月同盟国和轴心国的情况

## 十二月
1. 1 2  . WW2DB.   [2011-02-09]. （原始内容存档于2022-04-26）.
2. ↑  Gotovitch, José; Aron, Paul (编). . Brussels: André Versaille éd. 2008: 372. ISBN 978-2-87495-001-8.
3. ↑  . The Holocaust Encyclopedia. United States Holocaust Memorial Museum.   [2021-01-24]. （原始内容存档于2022-07-05）.
4. ↑  . The Holocaust Encyclopedia. United States Holocaust Memorial Museum.   [2021-01-24]. （原始内容存档于2018-06-14）.
5. ↑  How Dayan lost his eye （页面存档备份，存于） (Hebrew, Artificial Eye website)
6. 1 2 3 4  . vilnaghetto.com. 2016-11-21  [2021-08-03]. （原始内容存档于2016-11-21）.
7. ↑  Maurer, Maurer (编).  (PDF) reprint. Washington, DC: Office of Air Force History. 1983: 8 [1961]  [2021-08-19]. ISBN 0-912799-02-1. LCCN 61060979. （原始内容 (PDF)存档于2011-06-09）.